# Кхенг-кха
Язык Кхенг-ха ( ྨཕགལ པམཕ), или Кхенг — восточно-бодский язык, на котором говорят около 40 000 человек по всему миру. Язык распространён в городах Жемганг, Тронгса и Монгар на юге и в центре Бутана.

## Ареал и численность
Кхенг-ха — диалект небольшого гималайского королевства Бутан. Кхенг-ха является частью более крупной ветви сино-тибетской языковой семьи, но также попадает в подкатегории: тибето-бирманский, западный тибето-бирманский, бодский, восточно-бодский, бумтанг и кхенг-ха.

### Языковые коды
ISO 639-3 xkf
Glottolog khen1241

## Географическое распределение
Кхенг-кха — это восточно-бодишский язык, на котором говорят в южно-центральных районах Бутана. Язык в основном встречается в районе Сарпанг, но его также можно встретить в юго-западном районе Монгар, а также на юго-востоке района Тронгса и в районе Жемганг.

### Диалекты
Три основных диалекта в районе Бумтанг - это бумтап, кхемпа и куртоп. Понимание между тремя диалектами различается, поскольку бумтап является наиболее родственным языком, в отличие от куртопа — достаточно трудного диалекта.